# Heinie Conklin
Pour les articles homonymes, voir Conklin.
Heinie Conklin de son vrai nom Charles John Conklin est un acteur américain, né à San Francisco en Californie, le 16 juillet 1886, et mort à Hollywood, le 30 juillet 1959.

## Biographie
D'abord comédien de vaudeville, il rejoint pendant l’ère du cinéma muet, et à partir de la fin des années 1910, la troupe de Mack Sennett ou on l'y retrouve régulièrement.
À partir de 1915, il travaille chez Keystone aux côtés de Charley Chase et Chester Conklin dans le groupe des Keystone Cops, policiers hystériques et incompétents. Sa marque de reconnaissance était une longue et mignonne moustache de style chinois, frisée aux extrémités.
Avec l’avènement du cinéma sonore, il sera aux génériques de À l'Ouest, rien de nouveau en 1930, dans le rôle d’un patient hospitalisé, puis comme partenaire de John Wayne dans Les Cavaliers du destin dans celui du bandit Elmer.
Il joua au total dans plus de 600 films ou épisodes de séries TV le plus souvent dans des roles mineurs à partir du début des années 1930 et ce jusqu'en 1959. Il tourna dans la plupart des courts métrages des Three Stooges, une série de films avec le chien acteur Rintintin et fit de multiples apparitions dans les films de Charlie Chaplin.
Parmi ces rôles les plus récurrents on remarquera ceux d'alcooliques, de taulard, d'officier de la paix ou bien même de malfrats.
Le dernier film important tourné par Conklin sera Deux Nigauds et les flics (Abbott and Costello Meet the Keystone Kops) en 1955.
Il était marié à Irene Blake avec laquelle il eut 3 enfants : Charles, Thelma et Clifford.
Il a été honoré d'une étoile sur le Hollywood Walk of Fame installé le 8 Février 1960 ,quelques mois après sa mort, au 1776 Vine Street.

## Filmographie

### Cinéma

#### Années 1910
Sauf mention contraire tous les films présentés ci-dessous sont des court-métrages.
- 1915 : His Twentieth Century Susie d'Allen Curtis : Sam Higgins[3]
- 1915 : Dad's Awful Deed d'Allen Curtis : Le ministre[3]
- 1915 : Le Sous-marin pirate (A Submarine Pirate) de Sydney Chaplin et Charles Avery : petit rôle non crédité
- 1915 : Wanted : A Piano Tuner d'Allen Curtis : Mr. Bumtone[3]
- 1916 : Mrs. Green's Mistake de  Allen Curtis : Fritz, le majordome[3]
- 1916 : Love Laugh at the Law d'Allen Curtis : Le manager du théâtre[3]
- 1916 : Muchly Married d'Allen Curtis : Mr. Jones[3]
- 1916 : The Tale of a Telegram d'Allen Curtis : Henry Peck[3]
- 1916 : His Highness, the Janitor d'Allen Curtis : le directeur de l'hôtel[3]
- 1916 : Hubby Puts One Over d'Allen Curtis : Mr. Drew[3]
- 1916 : The Jitney Driver's Romance d'Allen Curtis : Skinner[3]
- 1916 : Perfect Match, or: 1 Plus 1 Equals 2 de Roy Clements : Old Man Butts[3]
- 1916 : A Wife for a Ransom d'Allen Curtis : Le chef de la police[3]
- 1916 : A Raffle for a Husband d'Allen Curtis : Jack[3]
- 1916 : A Stage Villain d'Allen Curtis : Heinie[3]
- 1916 : A Dark Suspicion d'Allen Curtis : le policier[3]
- 1916 : Love Quarantined d'Allen Curtis : Heinie- Pa's Choice[3]
- 1916 :The Fall of Deacon Stillwaters d'Allen Curtis: Jess McDufy[3]
- 1916 : Bashful Charley's Proposal d'Allen Curtis : Heinie[3]
- 1916 : An All Around Cure d'Allen Curtis : Mr. Fussy[3]
- 1916 : The Harem Scarem Deacon d'Allen Curtis : Ching Ling Foo[3]
- 1916 : She Was Some Vampire d'Allen Curtis : Heinie[3]
- 1916 : I've Got Yer Number d'Allen Curtis : le commissaire du village[3]
- 1916 : Kate Lover's Knots d'Allen Curtis: Charlie, le marin[3]
- 1916 : She Wrote a Play and Played It d'Allen Curtis : Le Héros[3]
- 1916 : Soup and Nuts d'Allen Curtis : Heinie[3]
- 1916 : A Marriage for Revenge d'Allen Curtis: Silas Gabb[3]
- 1916 : The Elixir of Life d'Allen Curtis : L'Escroc[3]
- 1916 : The Deacon Stops the Show d'Allen Curtis : Le Shériff[3]
- 1916 : In Onion There is Strenght d'Allen Curtis : Heinie[3]
- 1916 : Musical Madness de William Beaudine : Antonio Murphyo[3]
- 1916 : The Inspector's Double de William Beaudine : Frank[3]
- 1916 :  Beans and Bullets de William Beaudine : Le Président
- 1916 : A Crooked Mix-Up de William Beaudine : Frank[3]
- 1916 : A Shadowed Shadow de William Beaudine : Pete, le rôdeur[3]
- 1916 : In Love with a Fireman de William Beaudine : Heinie, le rival de Bill[3]
- 1916 : Their First Arrest de William Beaudine : Le Sheriff[3]
- 1916 : A Janitor's Vendetta de William Beaudine : l'italien[3]
- 1916 : Scrappily Married de William Beaudine : Bill, le petit ami de la bonne[3]
- 1916 : The Tramp Chef de William Beaudine : Spike[3]
- 1916 : Their Dark Secret de William Beaudine : Blackface comic[3]
- 1916 : Jags and Jealousy de William Beaudine : Le Sculpteur[3]
- 1916 : A Tale of a Turk de William Beaudine
- 1917 : Love in Suspense de William Beaudine : Heinie[3]
- 1917 : When Damon Fell for Pythias de William Beaudine : Pythias[3]
- 1917 : Mines and Matrimony de William Beaudine : Bill[3]
- 1917 : Passing the Grip de William Beaudine
- 1917 : His Merry Mix-Up de Charley Chase
- 1917 : Take Back Your Wife de William Beaudine : Chief Ranson[3]
- 1917 : An Aerial Joy Ride de Charles Reed et Walter C. Reed
- 1917 : His Bomb Policy de Charley Chase[3]
- 1918 : Hungry Lions in a Hospital de Jack White : Un Flic[3]
- 1918 : Are Married Policemen Safe? de F. Richard Jones[3]
- 1918 : It Pays to Exercise de F. Richard Jones et Hampton Del Ruth : L'Huissier[4]
- 1918 : Saucy Madeline de F. Richard Jones : le businessman en ville[4]
- 1918 : The Battle Royal de F. Richard Jones et Hampton Del Ruth : l'ami de l'intrus[4]
- 1918 : Two Tough Tenderfeet de Hampton Del Ruth et F. Richard Jones : Fuse Willie[5]
- 1918 :  Who's Your Father? de Tom Mix : petit rôle comique non crédité
- 1918 : Her Screen Idol de Edward F. Cline[4]
- 1918 : Le Don Juan du pays (She Loved Him Plenty) de Hampton Del Ruth et F. Richard Jones : le deuxième vendeur du préteur sur gages[4].
- 1918 : Sleuths de F. Richard Jones : H. Shaw, le partenaire de Jack[4]
- 1918 : Whose Little Wife Are You? de Edward F. Cline : le deuxième fou dans l'embarcation[4].
- 1918 : Cache et cache détectives (Hide and Seek, Detectives) de Edward F. Cline : Seek[4]
- 1919 : Ohé ! Cupidon (Cupid's day off) de Edward F. Cline : le deuxième vendeur de chaussure
- 1919 :  Un père dénaturé (East Lynn With Variations) de Edward F. Cline : The stage villain[4]
- 1919 : Yankee Doodle in Berlin de F. Richard Jones (long métrage) : Prussian Guard Drill Leader[4]
- 1919 : Vite mariez-nous! (The Foolish Age) de F. Richard Jones : membre de la chorale
- 1919 : Quand l’amour est aveugle (When Love Is Blind) de Edward F. Cline : le second compère[4]
- 1919 : Love's False Faces de F. Richard Jones : 1er ivrogne[4]
- 1919 : Casimir Instituteur (No Mother to Guide Him) de Erle C. Kenton et Malcolm St. Clair : Augustus Peers, un ambitieux briseur de ménage[4]. Heinie Conklin (au milieu avec l'éventail) dans le rôle d'un esclave romain dans Salome vs. Shenandoah (Erle C. Kenton, 1919). Phyllis Haver joue la danseuse Salomé, tandis que Charles Murray, incarne le Roi Hérode.

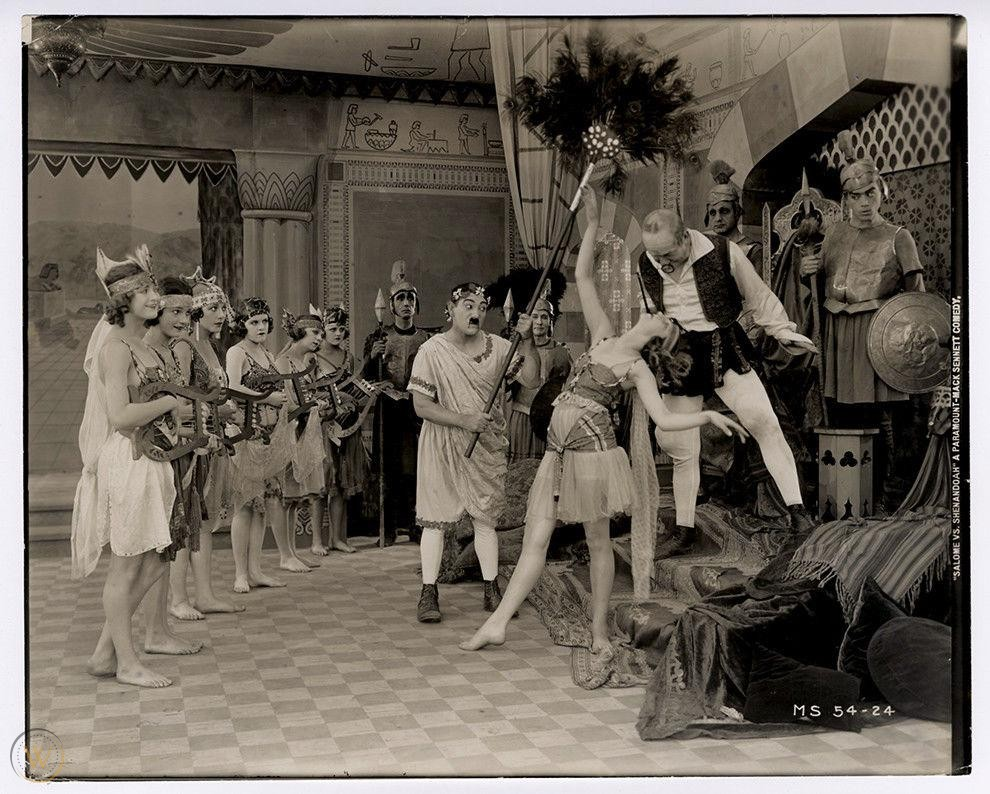
Heinie Conklin (au milieu avec l'éventail) dans le rôle d'un esclave romain dans Salome vs. Shenandoah (Erle C. Kenton, 1919). Phyllis Haver joue la danseuse Salomé, tandis que Charles Murray, incarne le Roi Hérode.

- 1919 : Dites-le avec des fleurs (it) de Edward F. Cline : l'invité à la sarbacane[4]
- 1919 : Trying to Get Along de F. Richard Jones : le 1er client pique assiettes
- 1919 : La Cause de l'oncle Tom (Uncle Tom Without a Cabin) de Edward F. Cline et Ray Hunt : Simon Legree/Villain[6]
- 1919 : Salome vs. Shenandoah de Erle C. Kenton, Ray Hunt et Ray Grey : l'acteur qui joue le capitaine d'artillerie/un esclave romain[3]

#### Années 1920
Sauf mention contraire tous les films présentés ci-dessous sont des longs métrages.
- 1920 :  By Golly! de Charles Murray (court métrage) : un ami du mari
- 1920 : Married Life de Erle C. Kenton : Not 100%- Hospital Doctor[3]
- 1920 : You Wouldn't Believe It de Erle C. Kenton (court métrage) : le prétendant rejeté[3]
- 1920 : The Kick in High Life d'Al Herman et Albert Ray (court métrage)[3]
- 1920 : Wet and Warmer de Henry Lehrman (court métrage) : un employé/un groom[3]
- 1921 : L'Idole du village (A Small Town Idol) de Mack Sennett et Erle C. Kenton : le bouffon du roi dans le film dans le film.
- 1921 : She Sighed by the Seaside de Erle C. Kenton (court métrage) : le deuxième prétendant[3]
- 1922 : Step Forward de William Beaudine, F. Richard Jones et Gus Meins (court métrage) : Le vendeur automobile[3]
- 1922 : Step Lively, Please de Edgar Kennedy (court métrage)
- 1923 : The Two Johns de Tom Buckhingam (court métrage) : le portier
- 1923 : The Day of Faith de Tod Browning : Yegg Darby[3],[7]
- 1924 : George Washington, Jr de Malcolm St. Clair : Eton Hamm, le majordome (blackface comic)[3]
- 1924 : Beau Brummel de Harry Beaumont : petit rôle non crédité
- 1924 : Folle Jeunesse (The Reckless Age) de Harry A. Pollard : le chauffeur de taxi
- 1924 : A travers la tempête (The Fire Patrol) de Hunt Stromberg : un pompier
- 1924 : Find Your Man de Malcolm St. Clair : un bûcheron[3]
- 1924 : L'homme cyclone (The Cyclone Rider) de Tom Buckhingam : Rémus[3]
- 1924 : Troubles of a Bride de Tom Buckhingam : Jeff[3]
- 1925 : A Fool and His Money de Erle C. Kenton : un citoyen
- 1925 :  The Marriage Circus de Edgar Kennedy et Reggie Morris : le livreur de la blanchisserie
- 1925 : La Ruée vers l'or (The Gold Rush) de Charlie Chaplin : un prospecteur
- 1925 : Les Limiers (Bellow the Line) de Herman C. Raymaker : le sheriff[3]
- 1925 : Red Hot Tires (en) d'Erle C. Kenton : l'entraineur[3]
- 1925 : Les Sept Larrons en quarantaine (Seven Sinners) de Lewis Milestone : "Scarlet Fever" Sanders[8]
- 1925 : Clash of the Wolves de Noel M. Smith : Alkali Bill[9]
- 1925 : Pour les beaux yeux de Patsy (Hogan's Alley) de Roy Del Ruth : l'ami de l'étranger[3]
- 1926 : The Fighting Edge de Henry Lehrman : Chuck[3]
- 1926 : Souvent est pris (The Man Upstairs) de Roy Del Ruth : Mose
- 1926 : The Night Cry de Herman C. Raymaker : Tony
- 1926 : The Sap (en) de Erle C. Kenton : Wieni Duke
- 1926 : Docteur Frakass (Hard Boiled) de John G. Blystone : Bill Grimes[3]
- 1926 : More Pay- Less Work d'Albert Ray : le portier[3]
- 1926 : Honesty--The Best Policy de Chester Bennett (moyen métrage) : le joueur de piano (version intégrale)
- 1926 : Sa Majesté la Femme (Fig Leaves) de Howard Hawks : Eddie McSwiggen[3]
- 1926 : Whispering Wires d'Albert Ray : Jasper, le majordome[3]
- 1926 : Big Business de Mark Sandrich (court métrage)
- 1927 : Cheaters de Oscar Apfel : Mose Johnson
- 1927 : Méfiez-vous des veuves (Beware of Widows) de Wesley Ruggles : le capitaine
- 1927 : Drums of the Desert de John Waters : Hi-Lo
- 1927 : Compromettez-moi (Silk Stockings) de Wesley Ruggles : le gardien de l'immeuble
- 1927 : The Girl in the Pullman de Erle C. Kenton : Old Black Joe
- 1927 : Ham and Eggs at the Front de Roy Del Ruth : Eggs[6]
- 1928 : Le Cirque (The Circus) de Charlie Chaplin : un clown
- 1928 : Feel My Pulse de Gregory La Cava : Her Patient
- 1928 : Sur toute la ligne (Horseman of the Plains) de Benjamin Stoloff : Snowhoe
- 1928 : A Trick of Hearts de B. Reeves Eason : Blackface comic
- 1928 : Beau Broadway de Malcolm St. Clair : Dijuha
- 1928 : Les Rois de l'air (The Air Circus) de Howard Hawks : Jerry McSwiggin
- 1929 : Don't Be Nervous de William Watson (court métrage) : le flic
- 1929 : Le Dernier Voyage (Side Street) de Malcolm St. Clair : un homme saoul à la party.
- 1929 : La combine (Night Parade) de Malcolm St. Clair : Heinie
- 1929 : La revue des revues (The Show of Shows) de John G. Adolfi : un homme de glace dans le sketch "What Became of the Floradora Boys'
- 1929 : La Tigresse (Tiger Rose) de George Fitzmaurice : Gus

#### Années 1930
Tous les films mentionnés ci-dessous sont, sauf mention contraire, des longs métrages.
- 1930: Mickey's Champs d'Albert Herman[10](court métrage)
- 1930 : À l'Ouest, rien de nouveau (All Quiet on the Western Front) de Lewis Milestone : Joseph Hammacher, un patient de l'hôpital
- 1930 : Soup to Nuts de Benjamin Stoloff : un adversaire de Ted au jeu d'échecs.
- 1930 : L'Amour en l'an 2000 (Just Imagine) de David Butler : un alcoolique dans le sketch se déroulant dans les années 1880.
- 1930 : A Hollywood Theme Song de William Beaudine (court métrage) : petit rôle (scènes coupées)
- 1930 : Duckling Duty
- 1931 : Stage Struck d'Albert Ray (court métrage)
- 1931 : The Great Meadow de Charles Brabin : un pionnier
- 1931 : La Ruée vers l'Ouest (Cimarron) de Wesley Ruggles : figuration
- 1931 : Sit Tight de Lloyd Bacon : le manager de Tom
- 1931 : Le Fils de l'oncle Sam chez nos aïeux (A Connecticut Yankee) de David Butler : un homme éternuant à la station radio.
- 1931 : L'Homme de fer (Iron Man) de Tod Browning : Prizefight Second
- 1931 :  Traveling Husbands de Paul Sloane : Al, le garçon d'étage
- 1931 : The Cannonball de Del Lord et Mack Sennett (court métrage) : un vieil ingénieur
- 1931 : The Law of the Sea de Otto Brower : un pompier
- 1932 : Guests Wanted (en) de Ralph Ceder (court métrage) : un invité
- 1932 : Le Plombier amoureux (The Passionate Plumber) de Edward Sedgwick : un chasseur au fusil au duel
- 1932 : Dumb Dicks (en) de Ralph Ceder (court métrage) : Doopey
- 1932 : The Wet Parade de Victor Fleming : un alcoolique
- 1932 : Speed in the Gay Nineties de Del Lord (court métrage) : le conducteur du train de la fête foraine
- 1932 : Lightouse Love de Michael Delmer (court métrage) : un gangster chinois
- 1932 : The Spot on the Rug de Del Lord (court métrage) : un détective[3]
- 1932 :  Meet the Senator de Del Lord (court métrage) : bootlegger
- 1932 : Gigolettes (en) de William Goodrich (court métrage): Prohibition Officer
- 1932 : Law of the North de Harry L. Fraser (moyen métrage) : un taulard[11]
- 1932 : What Price Hollywood ? de George Cukor : un automobiliste
- 1932 : Folies olympiques (Million Dollar Legs) de Edward F. Cline : Secret Emissary #2
- 1932 : Young Ironsides de James Parrott (court métrage) : le détective de l'hôtel
- 1932 : Sur la Piste du Coupable (Trailling the Killer) de Herman C. Raymaker : Windy
- 1932 : Me and My Gal de Raoul Walsh : un complice du casse de la banque
- 1932 : Handle with Care (en) de David Butler : un cuisinier
- 1932 : Frisco Jenny de William A. Wellman : le serveur qui trouve le corps
- 1933 : Hollywood Parade No. A-6 de Louis Lewyn (court métrage) : Cantdu, le magicien[12]
- 1933 : Lady Lou (She Done Him Wrong) de Lowell Sherman : le balayeur
- 1933 : Je suis un vagabond (Hallelujah, I'm a Bum) de Lewis Milestone : un clochard
- 1933 : La Porte des rêves (The Keyhole) de Michael Curtiz : Mr. Smith, un homme sortant de la chambre 401
- 1933 : Diplomaniacs (en) de William A. Seiter : un délégué à la conférence de paix
- 1933 : Lilly Turner de William A. Wellman : le serveur du restaurant
- 1933 : Private Detective 62 de Michael Curtiz : un barman
- 1933 : Liliane (Baby Face) d'Alfred E. Green : le serveur du bar clandestin
- 1933 : Voltaire (The Affairs of Voltaire ) de John G. Adolfi : un révolutionnaire
- 1933 : Ducky Dear de Del Lord (court métrage)
- 1933 : Les Faubourgs de New York (The Bowery) de Raoul Walsh : un voyou
- 1933 : Les Cavaliers du destin (Riders of Destiny) de Robert N. Bradbury (moyen métrage) : Elmer, un bandit
- 1933 : The Chief de Charles Reisner : un homme jetant une pièce à un mendiant
- 1933 : Jimmy and Sally de James Tinling : un homme de main de Joe
- 1934 : Les Amants fugitifs (Fugitive Lovers) de Richard Boleslawski : l'homme au bus avec Hector (Ted Healy)
- 1934 : Bolero de Wesley Ruggles et Mitchell Leisen : Beer Garden Waiter
- 1934 : Love Detectives d'Archie Gottler (court métrage) : Russian John Smith
- 1934 : The Show-Off de Charles Reisner : un passager du bateau
- 1934 : Jailbirds of Paradise d'Al Boasberg (court métrage) : un prisonnier
- 1934 : Business Is a Pleasure de Edward F. Cline (court métrage)
- 1934 : When Do We Eat ? d'Alfred J. Goulding (court métrage) : un client du restaurant
- 1934 : The Big Idea de William Beaudine (court métrage) : un alcoolique répondant au téléphone
- 1934 :  Most Precious Thing in Life de Lambert Hillyer : un portier
- 1934 : The Personality Kid (en) d'Alan Crosland : un perturbateur de la conférence de médecine
- 1934 : Get Along Little Hubby de Ray McCarey : le responsable de la loterie irlandaise.
- 1934 : Quelle veine ! de James Tinling : Band Musician
- 1934 : Midnight Alibi (en) d'Alan Crosland  : Pete
- 1934 : Death on the Diamond de Edward Sedgwick : le vendeur de hot-dog
- 1934 : Le capitaine déteste la mer (The Capitain Hates the Sea) de Lewis Milestone : l'assistant au barman
- 1934 : La Course de Broadway Bill (Broadway Bill) de Frank Capra : un parieur sur Broadway Bill
- 1934 :The Dancing Millionaire de Sam White (court métrage) : le serveur sur le ring.
- 1935 : Maybe It's Love (en) de William C. McGann : le second mari plaignant
- 1935 :Society Doctor de George B. Seitz : Oscar Horsemeyer
- 1935 : L'Extravagant Mr Ruggles (Ruggles of Red Gap) de Leo McCarey : un invité au mariage[13]
- 1935 : Les Misérables de Richard Boleslawski : un alcoolique à l'auberge
- 1935 : Old Sawbones de Del Lord (court métrage) :  un bagarreur
- 1935 : Roaring Roads de Ray Nazarro et Charles E. Roberts (moyen métrage) : Mulligan
- 1935 : Uncivil Warriors (en) de Del Lord (court métrage) : un sentinelle confédéré[14]
- 1935 : Tramp Tramp Tramp de Charles Lamont (court métrage) : un clochard
- 1935 : Une femme dans la rue (The Girl From Tenth Avenue) d'Alfred E. Green : un serveur au "Marchand"
- 1935 : Stage Frights d'Albert Ray (court métrage)
- 1935 : Lady Tubbs (en) d'Alan Crosland : Porky
- 1935 : The Captain Hits the Ceiling de Charles Lamont (court métrage) : un ingénieur
- 1935 : La Double Vengeance (The Murder Man) de Tim Whelan : le secrétaire de Warden
- 1935 : Les Joies de la famille (Man on the Flying Trapeze) de Clyde Bruckman et W. C. Fields : Street Cleaner
- 1935 : The Affair of Susan de Kurt Neumann : le photographe de l'exposition
- 1935 : Steamboat Round the Bend de John Ford : le récidiviste
- 1935 : Keystone Hotel (en)  de Ralph Staub : un invité au diner
- 1935 : Gosse de riche (She Couldn't Take It) de Tay Garnett : le serveur
- 1935 : Ville sans loi (Barbary Coast) de Howard Hawks et William Wyler : un joueur au casino
- 1935 : Music Is Magic de George Marshall : un passager du bus.
- 1935 : The Calling of Dan Matthews (en) de Phil Rosen : un joueur de carte
- 1935 : I Don't Remember de Jack White : un flic
- 1936 : Transatlantic Follies (Anything Goes) de Lewis Milestone : Reporter
- 1936 : Man Hunt (en)  de William Clemens : Pete
- 1936 : Les Temps modernes (Modern Times) de Charlie Chaplin : l'ouvrier à côté de Big Bill et « arrosé » par charlot.
- 1936 : Movie Maniacs (en) de Del Lord (court métrage) : Le garde des studios Carnation Pictures piégé par Moe[15].
- 1936 : Share the Wealth de Del Lord (court métrage) : un bagarreur
- 1936 : Half Shot Shooters (en) de Jack White (court métrage) : un officier[16]
- 1936 : F-Man de Edward F. Cline : un alcoolique
- 1936 : The Peppery Salt de Del Lord (court métrage) : le chauffeur de taxi
- 1936 : Rhythm on the Range de Norman Taurog : un automobiliste
- 1936 : The Crime of Dr. Forbes de George Marshall : un ouvrier
- 1936 : Kelly the Second (en) de Gus Meins : un client au comptoir
- 1936 : White Fang de David Butler : le projectionniste à la lanterne magique.
- 1936 :  Ma femme américaine (en) (My American Wife) de Harold Young : le bagagiste
- 1936 :  Pepper  de James Tinling : un passant dans la rue.
- 1936 : Love Begins at 20 (en) de Frank McDonald (moyen métrage) : Joe, le réceptionniste de l'hôtel.
- 1936 : Bonne Blague (Weeding Present) de Richard Wallace : Herman- Band Member
- 1936 : The Man I Marry (en) de Ralph Murphy : un machiniste
- 1936 : Le Vandale (Come and Get It) de Howard Hawks,William Wyler et Richard Rosson (séquence d'bûcheronnage) : un pilier de comptoir.
- 1936 : Easy to Take (en) de Glenn Tryon : le postier
- 1936 : Career Woman (en) de Lewis Seiler : agent de police Clarkdale
- 1936 : Trois Jeunes Filles à la page (Three Smart Girls) de Henry Koster : un clochard sur un banc public au parc.
- 1936 : Nick, gentleman détective (After the Thin Man) de W. S. Van Dyke : un cheminot voyant Nick embrasser Nora[17].
- 1937 : Le gardien fidèle (en) (The Mighty Treve) de Lewis D. Collins : un fermier à la vente aux enchères.
- 1937 : Man of the People de Edwin L. Marin : Hot Clam Harry Foster
- 1937 : Un vieux gredin (The Good Old Soak) de J. Walter Ruben : petit rôle non crédité
- 1937 : Justice des montagnes (Mountain Justice) de Michael Curtiz : un juré au procès de Ruth
- 1937 : That I May Live d'Allan Dwan : Hobo
- 1937 : Oh, Doctor (en) de Ray McCarey : un homme
- 1937 : Mon oncle gangster (en) (The Big Shot) d'Edward Killy : un secrétaire
- 1937 : Stella Dallas de King Vidor : un passager du train
- 1937 : Deanna et ses boys (One Hundred Men and a Girl) de Henry Koster :  Ben Davis, le violoniste
- 1937 : Carnival Queen (en) de Nate Watt : Smart Aleck
- 1937 : Mariage double (Double Weeding) de Richard Thorpe : le vendeur de hots dogs
- 1937 : Trouble at Midnight (en) de Ford Beebe : un fermier
- 1937 : A Girl with Ideas (en) de S. Sylvan Simon : le balayeur de rues
- 1937 : Millionnaire à crédit (You're a Sweetheart) de David Butler : Game Player in Drugstore.
- 1938 : Sur la pente (en) (City Girl) d'Alfred L. Werker : le cuisinier
- 1938 : Cour d'assises (The Jury's Secret) de Edward Sloman : l'homme usé.
- 1938 : Sally, Irene et Mary (en) (Sally, Irene and Mary) de William A. Seiter : le propriétaire du snack
- 1938 : Love on a Budget (en) de Herbert I. Leeds : Small Furniture Mover
- 1938 : Le Professeur Schnock (Professor Beware) de Elliott Nugent : le peintre de panneau publicitaire.
- 1938 : Passport Husband de James Tinling : le bagagiste
- 1938 : Hôtel à vendre (Little Miss Broadway) de Irving Cummings : un membre du groupe musical
- 1938 : Mon oncle d'Hollywood (Keep Smiling) de Herbert I. Leeds : le second éclairagiste
- 1938 : Les Bébés turbulents (Sing You Sinners) de Wesley Ruggles : le propriétaire du bar fast food.
- 1938 : Red Barry de Ford Beebe et Alan James (sérial en 13 chapitres) : le portier
- 1938 : Strange Faces (en) de Errol Taggart (en) : le serveur
- 1938 : Flat Foot Stooges (en) de Charley Chase (court métrage) : l'agent de la circulation (de 12min à 13 min)[18]
- 1938 : Dernière édition (en) (Newsboys' Home) de Harold Young et Arthur Lubin (retakes) : Dominic, le vendeur de hotdogs
- 1939:  Le flambeau de la liberté (en) (Let Freedom Ring) de Jack Conway : Townsman
- 1939 : Society Smugglers (en) de Joe May : Jerry, le postier
- 1939 : Au service de la loi (Sergeant Madden) de Josef von Sternberg : un alcoolique
- 1939 : Big Town Czar (en)  d'Arthur Lubin : Tenant
- 1939 : Un homme à la page (en) (Tell No Tales) de Leslie Fenton : Tramp Comic
- 1939 : Boy Friend de James Tinling : figuration
- 1939 : Charlie Chan à Reno (Charlie Chan in Reno) de Norman Foster : un policier
- 1939 : The Jones Family in Hollywood de Malcolm St. Clair (moyen métrage) : un membre de la légion.
- 1939 : Invitation au bonheur (Invitation to Happiness) de Wesley Ruggles : Joe, le cuisnier
- 1939 : L'Aigle des frontières (Frontier Marshall) d'Allan Dwan : un alcoolique
- 1939 : Mooching Through Georgia de Jules White : Union Soldier
- 1939 : Our Leading Citizen (en) d'Alfred Santell : le portier
- 1939 : Charlie Chan et l'Île au trésor (Charlie Chan at Treasure Island) de Norman Foster : le 1er chauffeur de taxi
- 1939 : Hollywood Cavalcade de Irving Cummings, Buster Keaton (non crédité) et Malcolm St. Clair (séquence du film muet) : Keystone Cop
- 1939 : Meet Dr. Christian (en) de Bernard Vorhaus : un patient dans la salle d'attente

#### Années 1940
Sauf mention contraire, tous les films présentés ci-dessous sont des longs métrages.
- 1940 : The Green Hornet (en)  de Ford Beebe et Ray Taylor (sérial en 13 chapitres) :  le gardien [Chapitre 10]
- 1940 : High School  de George Nichols Jr. et Norman Foster (séquence supplémentaire, non crédité) : Un Brocanteur
- 1940 : The Heckler (en) de Del Lord (avec Charley Chase) : Le spectateur à la perruque (de 5min32 à 5min57)[19]
- 1940 : The Courageous Dr. Christian (en) de Bernard Vorhaus : l'addict au flipper
- 1940 : Two Girls on Broadway de S. Sylvan Simon : l'homme au phoque
- 1940 : I Can't Give You Anything But Love, Baby (en) d'Albert S. Rogell (moyen métrage) : le propriétaire de la gargote.
- 1940 :  You're Not So Tough (en) de Joe May : le propriétaire du magasin
- 1940 : Dr Christian Meets the Women (en) de William C. McGann : Ed, le plombier
- 1940 : Wildcat Bus (en) de Frank Woodruff : petit rôle non crédité
- 1940 : Flowing Gold (en)[20]d'Alfred E. Green: un demandeur d'emploi
- 1940 : Le Cavalier du désert (The Westerner) de William Wyler : l'homme au guichet
- 1940 : L'Auberge des loufoques (en) (Argentine Nights) d'Albert S. Rogell : un créancier dans l'audience[21],[22].
- 1940 : Margie de Otis Garrett et Paul Girard Smith (moyen métrage) : Vendeur
- 1940 : Li'l Abner d'Albert S. Rogell : un vieux garçon
- 1940 : Phantom of Chinatown (en) de Phil Rosen :  Détective dans le réfrigérateur.
- 1940 : Swing Romance (Second Chorus) de H. C. Potter : Reporter
- 1940 : Sur la piste des vigilants (Trail of the Vigilant) d'Allan Dwan : le barman
- 1940 : Drafted in the Depot de Lloyd French (court métrage) : un soldat
- 1941 : Melody for Three (en) de Erle C. Kenton : Mr. Bates
- 1941 : Ouragan sur la Louisiane (Lady From Louisiana) de Bernard Vorhaus : un gagnant de la loterie.
- 1941 : The Cowboy and the Blonde (en) de Ray McCarey : un figurant à la cafeteria des studios.
- 1941 : L'Engagé volontaire (Caught in the Draft) de David Butler : le colleur d'affiche (scènes coupés)
- 1941 : Double Cross (en) d'Albert H. Kelley (moyen métrage) : Miggs[23]
- 1941 : They Meet Again (en) de Erle C. Kenton : Harry
- 1941 : Accent on Love (en) de Ray McCarey (moyen métrage) : un ouvrier
- 1941 : Le Défunt récalcitrant (Here Comes Mr.Jordan) d'Alexander Hall : Reporter
- 1941 : Franc Jeu (Honky Tonk) de Jack Conway : Un patient du dentiste
- 1941 : Qui a tué Vicky Lynn ? (I Wake Up Screaming/ Hot Spot) de H. Bruce Humberstone : l'homosexuel qui achète le journal.
- 1941 : Cadet Girl (en) de Ray McCarey : petit rôle non crédité
- 1941 : Scandale à Honolulu (en) (The Perfect Snob) de Ray McCarey : un bagagiste
- 1941 : Unexpected Uncle (en) de Peter Godfrey : le flûtiste dans la bande de Johnny[24].
- 1942 : Loco Boy Makes Good de Jules White (court métrage ): Nightclub Patron
- 1942 : Les aventures de Martin Eden (en) (The Adventures of Martin Eden) de Sidney Salkow : le cuisinier suédois.
- 1942 : Les Rivages de Tripoli (To the Shores of Tripoli) de H. Bruce Humberstone : un observateur de la parade militaire.
- 1942 : Tramp, Tramp, Tramp ! (en) de Charles Barton : un soldat
- 1942 : The Gay Nineties de Larry Ceballos (court métrage) : Keystone Kop
- 1942 : You're Telling Me (en) de Charles Lamont (moyen métrage): Scooter Man
- 1942: It Happened in Flatbush (en) de Ray McCarey : Entraineur de l'équipe de baseball
- 1942 : Olaf Laughs Last de Jules White (court métrage) : Kidnappeur
- 1942 : Hold 'Em Jail de Lloyd French (court métrage) : un taulard
- 1942 : The Postman didn't ring (en) de Harold D. Schuster : un spectateur au procès.
- 1942 : Vainqueur du destin (The Pride of the Yankees) de Sam Wood : le colleur d'affiches.
- 1942 : Her Cardboard Lover de George Cukor : un homme ivre au tribunal
- 1942 : Even as IOU de Del Lord (court métrage) : le contrôleur de billets à la course de chevaux[25].
- 1942 : Over My Dead Body (en) de Malcolm St. Clair : un juré au procès.
- 1943 : His Wedding Scare de Del Lord (court métrage) : un pompier
- 1943 : After Midnight with Boston Blackie (en) de Lew Landers : un ouvrier
- 1943 : Spook Louder (en) de  Del Lord (court métrage) : l'homme déguisé en démon[26]
- 1943 : Back from the front (en) de Jules White (court métrage) : un marin nazi[27].
- 1943 : Three Little Twirps (en) de Harry Edwards (court métrage) : Louie, un employé du cirque[28]
- 1943 : Liens éternels de Frank Ryan : un petit homme.
- 1943 : Here Comes Mr. Zerk (it) de Jules White (court métrage avec Harry Langdon) : Un voisin
- 1943 : So This Is Washington de Ray McCarey (moyen métrage) : Steve Reynolds, un employé de la station.
- 1943 : Symphonie loufoque (Crazy House) de Edward F. Cline : Keystone Kop
- 1943 : The Chance of a Lifetime (en) de William Castle : un sergent du bureau de police
- 1943 : You Dear Boy de Jules White (court métrage) : le chauffeur de taxi
- 1943 : Swingtime Johnny (en) de Edward F. Cline : petit rôle non crédité.
- 1943 : Swing Out the Blues (en) de Malcolm St. Clair : petit rôle non crédité.
- 1943 : Pris sur le vif (True to Life) de George Marshall : un passant dans la rue.
- 1944 : To Heir Is Human (it) de Harold Godsoe (court métrage) : le dentiste
- 1944 : Doctor, Feel My Pulse de Jules White (court-métrage) : le croque mort
- 1944 : Passport to Destiny de Ray McCarey (moyen métrage) : un marin nazi
- 1944 : Sailor's Holiday (en) de William Berke (moyen métrage) : le gardien de l'abri anti aérien
- 1944 : His Tale Is Told de Harry Edwards (court-métrage) : l'avocat de l'inventeur
- 1944 : Jungle Woman de Reginald Le Borg (moyen métrage) : Coroner
- 1944 : Vacances de Noël (Christmas Holiday) de Robert Siodmak : Un membre du jury
- 1944 : Movie Pests (de) de Will Jason (en) (court-métrage) : Le spectateur de cinéma dont le couple passe devant, qui se fait écraser son chapeau et qui enchaîne le couple dérangeant à leurs sièges[29].
- 1944 : His Hôtel Sweet de Harry Edwards (court-métrage) : Le chef des pompiers
- 1944 : The Great Moment (en) de Preston Sturges : le concierge
- 1944 : Pick a Peck of Plumbers (en) de Jules White (court-métrage) : le jardinier
- 1944 : Strife of the Party de Harry Edwards (court-métrage) : Mike, un escroc
- 1944 : Aventures au harem (Lost in a Harem) de Charles Reisner : un arabe au café
- 1944 : Enter Arsene Lupin de Ford Beebe : l'employé de l'aérodrome
- 1944 : Heather and Yon de Harry Edwards (court-métrage) : L'électricien de la prison.
- 1944 : Caravane d'amour (Can't Help Singing) de Frank Ryan : le serveur
- 1944 : She Snoops to Conquer de Jules White (court-métrage) : l'ouvrier qui mange de l'ail.
- 1945 : She Get's Her Man (en) de Erle C. Kenton : L'homme au cigare.

- 1955 : Deux Nigauds et les flics